# 최은석 (배우)
최은석(1974년 1월 12일 ~ )은 대한민국의 배우이다.

## 이력
1992년 연극배우 첫 데뷔하였고 1994년 뮤지컬 배우 데뷔하였으며, 1996년 SBS 공채 탤런트에 데뷔하였고, 2001년 영화 《인디안 썸머》의 단역 출연을 통하여 영화배우 데뷔하였다.

## 학력
- 경기공업고등학교 졸업

## 출연작

### 연극
- 1992년 《햄릿》 ... 오즈리크 역(단역)
- 1993년 《이괄과 흥안군》 ... 조선 광해주 폐세자 이지 역(단역)
- 1994년 《상록수》 ... 갑산이 역(단역)

### 뮤지컬
- 1999년 《아가씨와 건달들》 ... 베니 사우드스트릿 역(남자 조연)

### 영화
- 《협상》 (2018년) - 경찰특공대장 역
- 《조선명탐정: 사라진 놉의 딸》 (2015년) - 기도 1 역
- 《끝까지 간다》 (2014년) - 폭탄시연회 사회자 역
- 《변호인》 (2013년) - 형사 2 역
- 《감시자들》 (2013년) - 검거팀장 역
- 《공범》 (2013년) - 김 형사 역
- 《자칼이 온다》 (2012년) - 박 반장 역
- 《가족시네마》 (2012년) - 선희 아빠 역
- 《부러진 화살》 (2012년) - 구급대원 역
- 《블라인드》 (2011년) - 형사 2 역
- 《마마 앤드 파파》 (2010년) - 덕칠 역
- 《집행자》 (2009년) - 피해자 삼촌 역
- 《화려한 휴가》 (2007년) - 시민군 25인 역
- 《그해 여름》 (2006년) - 사복형사 역
- 《첼로: 홍미주 일가 살인사건》 (2005년) - 형사 1 역
- 《4발가락》 (2002년) - 아우디 부하 역
- 《좋은 걸 어떡해》 (2001년)
- 《인디안 썸머》 (2001년) - 추격 형사 2 역

### 드라마 & 시트콤
- 《태종 이방원》 (2021년, KBS1)
- 《신사와 아가씨》 (2021년, KBS2)
- 《왕은 사랑한다》 (2017년, MBC)
- 《그 여자의 바다》 (2017년, KBS2) - 형사 역 (118~119회 특별출연)
- 《황금주머니》 (2016년, MBC)
- 《별이 되어 빛나리》 (2015년, KBS2)
- 《다 잘될 거야》 (2015년, KBS2)
- 《화정》 (2015년, MBC) - 내금위장 역
- 《기막힌 이야기 실제상황》 (2014년, MBN)
- 《은희》 (2013년, KBS2)
- 《구암 허준》 (2013년, MBC)
- 《마의》 (2012년, MBC)
- 《여자가 두 번 화장할 때》 (2011년, JTBC)
- 《뱀파이어 아이돌》 (2011년, MBN)
- 《두근두근 달콤》 (2011년, KBS2) - 조폭 역
- 《인수대비》 (2011년, JTBC)
- 《태양의 신부》 (2011년, SBS) - 조폭 역
- 《영광의 재인》 (2011년, KBS2) - 서재명의 부하 역
- 《공주의 남자》 (2011년, KBS2) - 한성부 부장 역
- 《우리집 여자들》 (2011년, KBS1) - 집주인 역
- 《로맨스 타운》 (2011년, KBS2) - 조폭 역
- 《강력반》 (2011년, KBS2) - 쑥쑥이 역
- 《로열 패밀리》 (2011년, MBC) - 조폭 역
- 《짝패》 (2011년, MBC) - 왕두령의 부하 역
- 《몽땅 내 사랑》 (2010년, MBC) - 조폭 역
- 《제빵왕 김탁구》 (2010년, KBS2) - 한승재의 부하 역
- 《자이언트》 (2010년, SBS) - 차부철의 부하 역
- 《볼수록 애교만점》 (2010년, MBC) - 정육점 주인 역
- 《동이》 (2010년, MBC)
- 《인생은 아름다워》 (2010년, SBS) - 조남식의 약혼자 역
- 《바람 불어 좋은 날》 (2010년, KBS1) - 채권자 역
- 《추노》 (2010년, KBS2) - 푸줏간 백정 역
- 《돌아온 일지매》 (2009년, MBC)
- 《천추태후》 (2009년, KBS1)
- 《에덴의 동쪽》 (2008년, MBC) - 경호원 역
- 《돌아온 뚝배기》 (2008년, KBS2)
- 《이산》 (2007년, MBC)
- 《소금인형》 (2007년, SBS)
- 《주몽》 (2006년, MBC) - 부장 장수 역
- 《사랑과 야망》 (2006년, SBS)
- 《안녕하세요 하느님》 (2006년, KBS2)
- 《궁》 (2006년, MBC) - 사채업자 역
- 《현장기록 형사》 (2005년, MBC) - 각종 단역
- 《신돈》 (2005년, MBC) - 밀직부사,망나니 역
- 《레인보우 로망스》 (2005년, MBC)
- 《서동요》 (2005년, SBS)
- 《불멸의 이순신》 (2005년, KBS1) - 선거이 역
- 《부활》 (2005년, KBS2) - 형사 역
- 《제5공화국》 (2005년, MBC) - 고명승 역
- 《쾌걸 춘향》 (2005년, KBS2) - 형사 역
- 《파리의 연인》 (2004년, SBS) - 형사 역
- 《깡순이》 (2004년, EBS)
- 《해신》 (2004년, KBS2)
- 《두번째 프러포즈》 (2004년, KBS2)
- 《영웅시대》 (2004년, MBC)
- 《왕꽃 선녀님》 (2004년, MBC) - 조폭 역
- 《장길산》 (2004년, SBS)
- 《백설공주》 (2004년, KBS2)
- 《낭랑 18세》 (2004년, KBS2) - 윤정숙에게 사과박스를 준 남자 역
- 《상두야, 학교가자》 (2003년, KBS2)
- 《대장금》 (2003년, MBC)
- 《다모》 (2003년, MBC)
- 《보디가드》 (2003년, KBS2) - 건달 역
- 《분이》 (2003년, KBS1)
- 《역사극장》 (2003년, EBS)
- 《죽도록 사랑해》 (2003년, MBC)
- 《올인》 (2003년, SBS)
- 《야인시대》 (2002년, SBS) - 여러 조직원, 교도소 교도관 간부 역
- 《태양인 이제마》 (2002년, KBS2)
- 《인어 아가씨》 (2002년, MBC)
- 《그 여자 사람잡네》 (2002년, SBS)
- 《역사탐구 과거와의 대화》 (2002년, EBS)
- 《순정》 (2001년, KBS2)
- 《당신 때문에》 (2000년, MBC)
- 《해피투게더》 (1999년, SBS)
- 《백야 3.98》 (1998년, SBS)
- 《승부사》 (1998년, SBS)
- 《행복은 우리 가슴에》 (1997년, SBS)